# 埃塞尔瓦勒塔特尔
埃塞尔瓦勒塔特尔（法語：Esserval-Tartre，法語發音：[ɛsɛʁval taʁtʁ]）是法国汝拉省的一个市镇，属于隆斯勒索涅区。

## 地理
埃塞尔瓦勒塔特尔（46°48'31"N, 6°2'43"E）面积12.19 平方千米，位于法国勃艮第-弗朗什-孔泰大區汝拉省，该省份为法国东部内陆省份，北起上索恩省，西北接科多尔省，西临索恩-卢瓦尔省，南至安省，东与杜省和瑞士接壤。
与埃塞尔瓦勒塔特尔接壤的市镇（或旧市镇、城区）包括：布雅耶、桑索、沙普瓦、屈维耶、普莱尼斯、叙普特、米耶日。

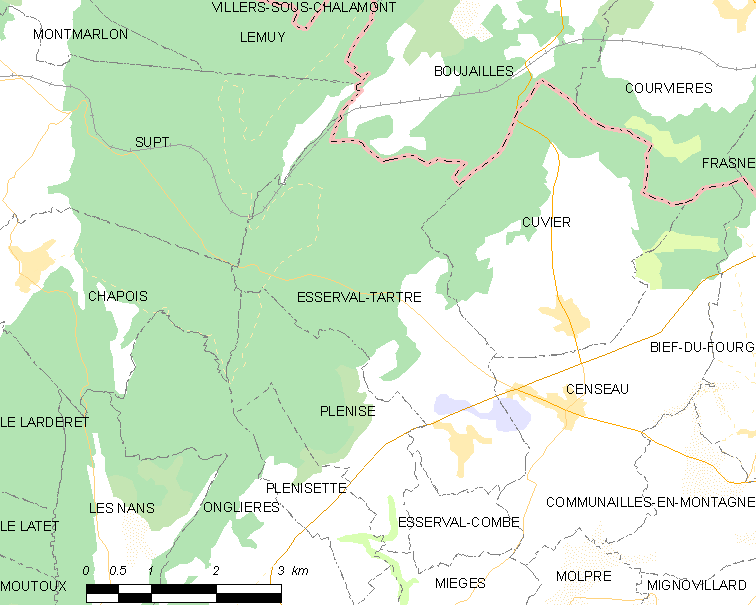
埃塞尔瓦勒塔特尔的OSM定位图

埃塞尔瓦勒塔特尔的时区为UTC+01:00、UTC+02:00（夏令时）。

## 行政
埃塞尔瓦勒塔特尔的邮政编码为39250，INSEE市镇编码为39214。

## 政治
埃塞尔瓦勒塔特尔所属的省级选区为圣洛朗昂格朗沃县。

## 人口

1962-2008年间埃塞尔瓦勒塔特尔人口变化图示

埃塞尔瓦勒塔特尔于2022年1月1日时的人口数量为132人。